# Acrolejeunea aulacophora
Acrolejeunea aulacophora là một loài Rêu trong họ Lejeuneaceae. Loài này được (Mont.) Stephani mô tả khoa học đầu tiên năm 1895.